# Ayerbe
Ayerbe är en ort och kommun i provinsen Huesca i den autonoma regionen Aragonien i nordöstra Spanien. Orten ligger cirka 28 kilometer nordväst om Huesca. Kommunen har 1 066 invånare (2024), på en yta av 63,89 km².